# Saurornitholestes
Saurornitholestes byl rod malého teropodního dinosaura z čeledi Dromaeosauridae, žijícího v období pozdní křídy na území dnešního západu Severní Ameriky. Zástupci tohoto rodu mohli žít i za polárním kruhem, jak ukazují objevy ze souvrství Prince Creek na území Aljašky.

## Popis

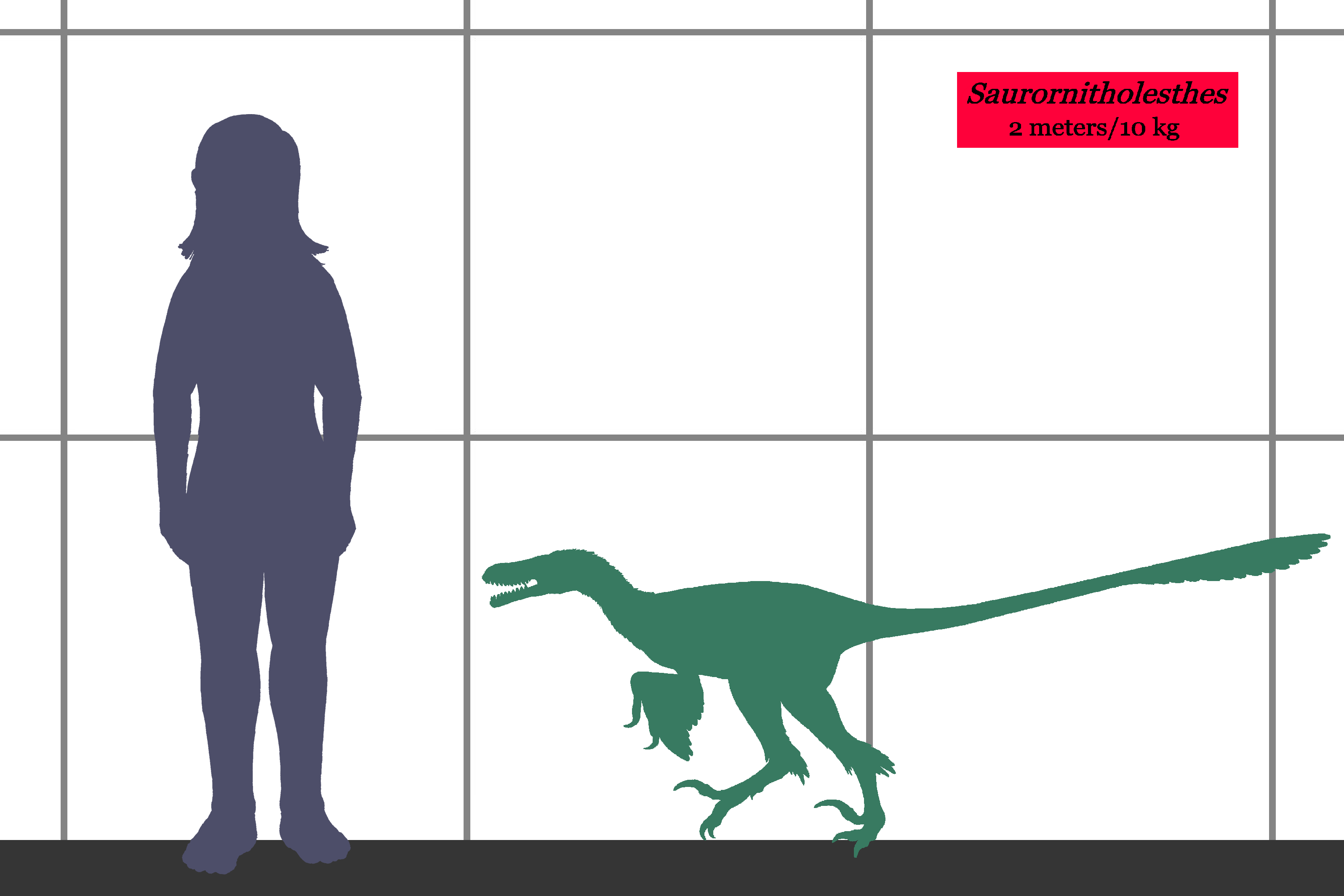
Saurornitholestes - porovnání velikosti s člověkem.

Při délce kolem 1,3 až 1,8 metru vážil tento teropod jen asi 5 kilogramů.
Stejně jako ostatní příslušníci čeledi měl i tento dravec velké zahnuté drápy na druhém prstu zadní končetiny. Byl poměrně lehce stavěným dvounohým běžcem, podobným příbuznému rodu Velociraptor. Velmi hojní byli tito dravci na území Dinosaur Provincial Park (geologické souvrství Dinosaur Park a souvrství Oldman), kde se nachází jejich četné zuby i kosti. Zuby saurornitolestů byly objeveny ve spojení s kostmi velkého ptakoještěra (možná nedospělého kvetzalkoatla), jehož mršinu zřejmě okusovali. Další fosilie tohoto rodu byly možná objeveny i v souvrství Wahweap a souvrství Hell Creek.
Fosilie tohoto rodu byly objeveny také na území Montany v sedimentech geologického souvrství Judith River.

## Systematické zařazení
V roce 2006 byl popsán další druh, S. robustus, není však zřejmé, zda nešlo pouze o jiného zástupce stejného rodu. Blízce příbuzným rodem dromeosaurida byl například Atrociraptor. Výzkum z roku 2019 však ukázal, že dromeosauridi ze Severní Ameriky a východní Asie představovali zástupce dvou různých a odlišných vývojových větví, ačkoliv měli stejného předka. To výrazně zlepšuje pochopení průběhu evoluce těchto křídových teropodů. Přesné vývojové vztahy mezi různými skupinami deinonychosaurů jsou dosud předmětem vědeckých debat.